# Anthurium acutum
Anthurium acutum N.E.Br., 1887 è una pianta della famiglia delle Aracee, endemica del Brasile.